# Флаг сельского поселения Царёвское
Флаг муниципального образования «Сельское поселение Царёвское» Пушкинского муниципального района Московской области Российской Федерации — опознавательно-правовой знак, служащий официальным символом муниципального образования.
Флаг утверждён 7 мая 2009 года и внесён в Государственный геральдический регистр Российской Федерации с присвоением регистрационного номера 5750.

## Описание
«Прямоугольное полотнище с соотношением ширины к длине 2:3, состоящее из двух равных частей, разделённых по нисходящей диагонали — голубой (вверху) и зелёной (у древка) и несущее посередине жёлтое изображение соболя».

## Обоснование символики
Флаг составлен на основании герба по правилам и традициям вексиллологии и отражает исторические, культурные, социально-экономические, национальные и иные местные традиции.
Самой большой достопримечательностью сельского поселения Царёвское является уникальный завод по производству неповторимого пушкинского соболя ОАО Племенного завода «Пушкинский». На флаге сельского поселения Царёвское соболь занимает центральное место, символически отражая значимость племенного завода для экономики не только сельского поселения, но и всего Пушкинского района.
Красота здешних мест, богатых еловыми и смешанными лесами, с их ягодами и грибами (нашедшая отражение и в названиях местных населённых пунктов Березняки, Грибово, Зелёный, Доброе и др.) — символически отражена на флаге поселения скошенным лазорево-зелёным полем, напоминающим часть зелёной ветки ели на фоне чистого, голубого неба. Ель — символ вечности, красоты, сказочности, праздника, здоровья.
Зелёный цвет символизирует весну, здоровье, природу, надежду.
Голубой цвет (лазурь) — символ чести, благородства, духовности и возвышенных устремлений.
Жёлтый цвет (золото) — символ высшей ценности, величия, великодушия, богатства.